# Sutagaos
Los sutagaos fueron los pobladores indígenas de la zona donde hoy se encuentra Fusagasugá. Esta comunidad no posee un estudio propio en razón de la inestabilidad de los indicios arqueológicos.
Los sutagaos habitaron la región hasta que la nueva ciudad fue fundada por el oidor Bernardino Albornoz el 5 de febrero de 1562. No se sabe mucho acerca de los residentes indígenas anteriores. Durante la visita del oidor Ibarra, había 759 pueblos indígenas que residen en Fusagasugá . Cuando el oidor Aróstequi llegó en febrero de 1760, la población indígena se había reducido a 85, y hubo 644 nuevos colonos repartidos entre 109 familias. El 19 de febrero de 1760, un pequeño hospital, se estableció cerca de la iglesia y el Padre Vicente de Fresneda fue puesto a cargo de la misma.
Los Sutagaos eran gobernados por los nobles que era la clase más alta, y estos se guiaban por las creencias y mensajes de sus ídolos que eran sus dioses.
- Datos: Q6136505